# Eduard Venyiaminovics Limonov
Eduard Venyiaminovics Limonov, eredeti nevén Eduard Szavenko (oroszul: Эдуа́рд Вениами́нович Лимо́нов; Dzerzsinszk, 1943. február 22. – Moszkva, 2020. március 17.) szélsőjobboldali orosz író, költő és politikus, a Nemzeti Bolsevik Párt elnöke, az eurázsianizmus híve.

## Pályája
Harkovi gyerek- és ifjúkora után Moszkvában vált az ellenzéki irodalom ismert alakjává, költeményei szamizdatban terjedtek. 
1974-ben emigrált Amerikába. A New York-i élményeiről szóló, merész szexuális, beleértve a meleg pornóval határos részleteket tartalmazó, magyarul is megjelent Ez vagyok én, Edicska című regénye a nyolcvanas években világszerte sikert aratott. Egy ideig Franciaországban élt, majd 1991-ben tért vissza hazájába.
2001-től két évet börtönben töltött tiltott fegyverbirtoklás és az alkotmányos rend erőszakos megdöntésének kísérlete miatt. Számos regénnyel, elbeszélés- és verseskötettel a háta később főként szélsőjobboldali politikai esszéket írt.

## Magyarul megjelent művei
- Ez vagyok én, Edicska; ford. M. Nagy Miklós; Európa Könyvkiadó, Bp., 2011 (Modern könyvtár) ISBN 978-963-07-9243-1